# Olympische Sommerspiele 1992/Teilnehmer (Katar)
| Gelbes Symbol für Goldmedaillen mit stilisierten Olympischen Ringen | Graues Symbol für Silbermedaillen mit stilisierten Olympischen Ringen | Braundes Symbol für Bronzemedaillen mit stilisierten Olympischen Ringen |
| ------------------------------------------------------------------- | --------------------------------------------------------------------- | ----------------------------------------------------------------------- |
| —                                                                   | —                                                                     | 1                                                                       |

Katar nahm an den Olympischen Sommerspielen 1992 in Barcelona, Spanien, mit einer Delegation von 28 Sportlern (allesamt Männer) teil.

## Medaillengewinner

### Bronze
| Name             | Sportart       | Wettkampf  |
| ---------------- | -------------- | ---------- |
| Mohamed Suleiman | Leichtathletik | 1500 Meter |

## Teilnehmer nach Sportarten

### Fußball
- Herrenteam
8. Platz

- Kader
Abdul Aziz Hassan Jalouf
Abdul Nasser Ali al-Obaidly
Abdullah Basheer al-Abdullah
Adel al-Mulla
Ahmed Khalil Saleh
Fahad Rashid al-Kuwari
Hamad Mubarak al-Attiya
Juma Salem Johar
Khaled Habib al-Waheebi
Mahmoud Yassen Souf
Mohamed al-Mohannadi
Mubarak Moustafa Nooralla
Rashid Shami Suwaid
Waleed Ibrahim
Waleed Bakhit Maayof
Youssef Adam Mahmoud
Zamel Essa al-Kuwari

### Leichtathletik
- Talal Mansour
100 Meter: Halbfinale

- Sayed Mubarak al-Kuwari
200 Meter: Vorläufe

- Ibrahim Ismail Muftah
400 Meter: 7. Platz
4 × 400 Meter: Vorläufe

- Mohamed Ismail Youssef
800 Meter: Vorläufe

- Mohamed Suleiman
1500 Meter: Bronze

- Jamal Abdi Hassan
3000 Meter Hindernis: Vorläufe

- Sami al-Abdullah
4 × 400 Meter: Vorläufe

- Masoud Abdul Khamis
4 × 400 Meter: Vorläufe

- Fareh Ibrahim Ali
4 × 400 Meter: Vorläufe

- Abdullah Mohamed al-Sheib
Hochsprung: 33. Platz in der Qualifikation
Weitsprung: 40. Platz in der Qualifikation

- Bilal Saad Mubarak
Kugelstoßen: 24. Platz in der Qualifikation